# Pavel Korotkov
Pour les articles homonymes, voir Korotkov.
Temple de la renommée russe : 1952
Pavel Mikhaïlovitch Korotkov - en russe Павел Михайлович Коротков - (né le 24 juillet 1907  à Moscou en URSS - mort  le 23 septembre 1983 à Moscou) est un sportif professionnel russe. Il a été joueur puis entraîneur de hockey sur glace et footballeur.

## Biographie

### Hockey sur glace
Il évoluait au poste de défenseur. Il a porté les couleurs du HK Dinamo Moscou dans le URSS. Il est devenu entraîneur-joueur du CDKA Moscou en 1946-1947. Il a occupé ces fonctions au VVS MVO Moscou de septembre à décembre 1948.

### Football
De 1924 à 1940, il a évolué au sein du FK Dinamo Moscou puis du FK CSKA Moscou de 1941 à 1946. Il a joué 37 matchs pour l'équipe d'URSS de football.